# Rogaining

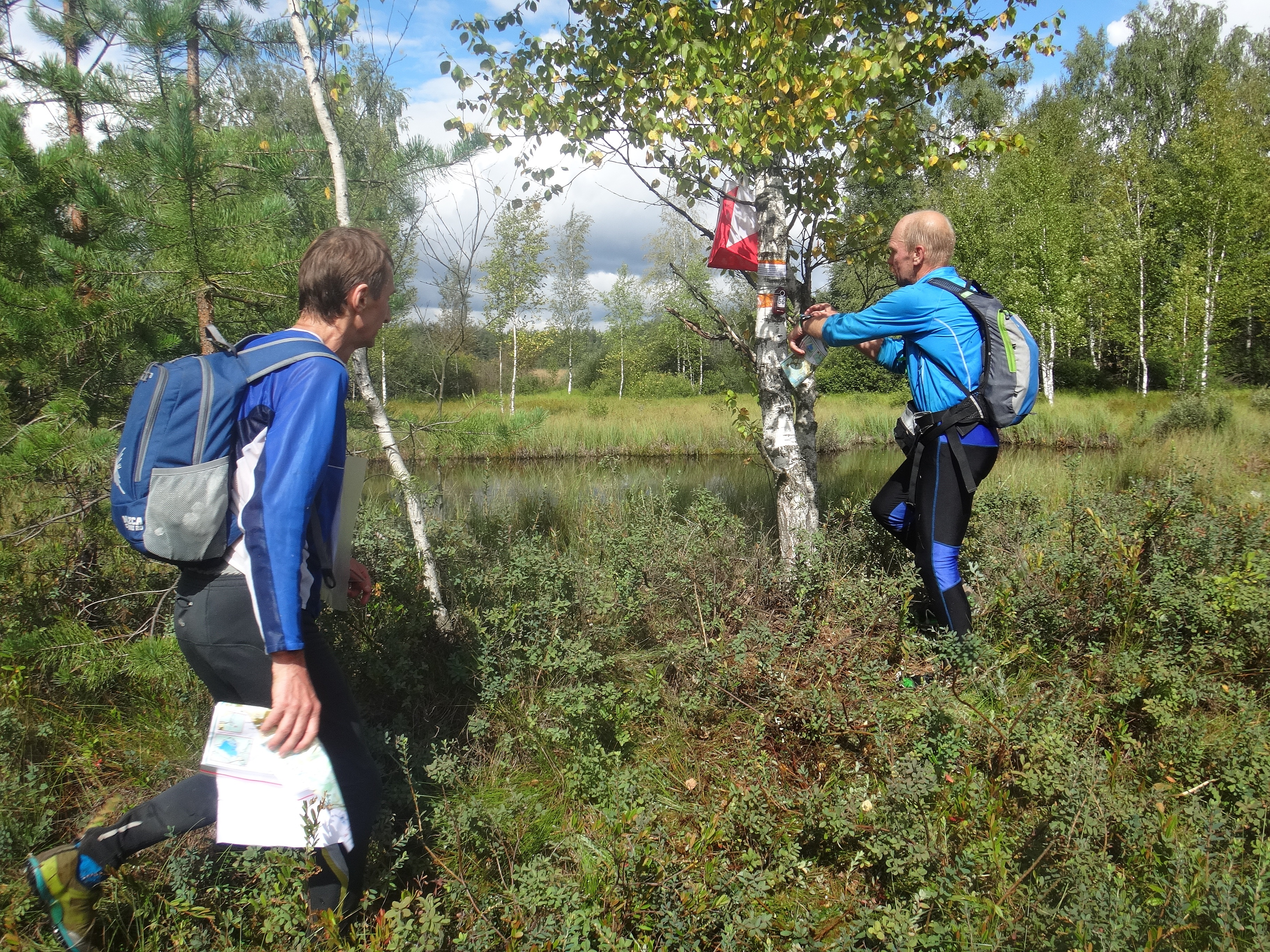
Equipo de rogaining en un punto de control.

El Rogaining es un deporte de navegación, una modalidad de las carreras de orientación en la que los participantes tienen que desplazarse a pie, con el objetivo de conseguir la máxima puntuación pasando por los controles en un tiempo máximo y en orden libre. Los equipos estarán formados de 2 - 5 corredores.

### Historia
El rogaining puede rastrear sus orígenes hasta 1947, cuando el Melbourne University Mountaineering Club organizó el primero de muchos eventos con algunas de las características de los rogaines. Los eventos de la década de 1940 eventualmente llevaron al nacimiento del deporte del rogaining en abril de 1976, en Melbourne, Australia. Se nombró el deporte, se adoptaron reglas y se formó la primera asociación de rogaining del mundo (la Victorian Rogaining Association). El crecimiento de la asociación y del deporte ocurrió rápidamente durante la siguiente década.
La palabra rogaining se deriva de los nombres de tres de los fundadores, Rod Phillips, Gail Davis (de soltera Phillips) y Neil Phillips (RoGaiNe, de ahí "rogaining", "rogainer", etc.) quienes eran todos miembros del Surrey-Thomas Rover Crew, que organizó el primer "rogaine" del mundo. El nombre fue adoptado formalmente por la Victorian Rogaining Association en su reunión general inaugural en agosto de 1976 y fue aceptado por Scouts Australia y grupos universitarios de excursionismo para darle al nuevo deporte una identidad propia.
Los Campeonatos Mundiales de Rogaining se celebraron por primera vez en 1992, y luego cada dos años desde 1996 hasta 2012. Desde entonces se han celebrado anualmente, con el país elegido dos años antes por la Federación Internacional de Rogaining. A partir de 2017 esto cambió nuevamente a cada dos años.